# Celama tumulifera
Celama tumulifera är en fjärilsart som beskrevs av George Francis Hampson 1893. Celama tumulifera ingår i släktet Celama och familjen trågspinnare. Inga underarter finns listade i Catalogue of Life.